# Eugen Walaschek
Eugen Walaschek foi um futebolista suíço nascido no então Império Russo. Ele competiu na Copa do Mundo FIFA de 1938, sediada na França, na qual a Suíça terminou na sexta colocação dentre os 15 participantes.